# Quelli belli come noi/La sveglia del cuore
Quelli belli come noi/La sveglia del cuore è un 45 giri inciso dalle Gemelle Kessler e pubblicato dalla Carosello (catalogo CL 20238) nel 1969.

## I brani

### Quelli belli come noi
Quelli belli come noi, presente sul lato A del disco, è il brano usato come sigla del programma televisivo Canzonissima 1969 e inciso anche da Johnny Dorelli (come lato B del 45 giri Domani che farai), Carmen Villani e Rita Pavone (la prima in Quelli belli come noi/Questa sinfonia, la seconda in Quelli belli come noi/Dimmi ciao bambino). Il testo è scritto dal trio Terzoli-Vaime-Verde, mentre la musica è composta da Bruno Canfora.

### La sveglia del cuore
La sveglia del cuore è il brano presente sul lato B del disco. Il testo è scritto da Silvestro Longo, mentre la musica è composta da Alba Laura Arciello ed Edoardo Vianello.

## Tracce
Lato A
1. Quelli belli come noi (Sigla TV di Canzonissima 1969) – 3:21 (testo: Italo Terzoli, Enrico Vaime, Dino Verde – musica: Bruno Canfora)

Lato B
1. La sveglia del cuore – 2:00 (testo: Silvestro Longo – musica: Alba Laura Arciello, Edoardo Vianello)

## Musicisti
- Gemelle Kessler – voci
- Bruno Canfora – direzione orchestrale
- I Cantori Moderni di Alessandroni – cori[1]